# Johann Wilhelm Baumer

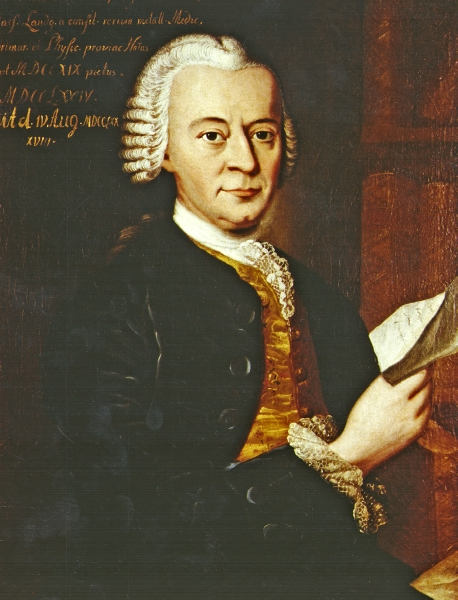
Johann Wilhelm Baumer in der Gießener Professorengalerie

Johann Wilhelm Baumer (* 10. September 1719 in Rehweiler; † 4. August 1788 in Gießen) war ein deutscher Physiker, Mediziner und Mineraloge.

## Leben
Der Sohn des Oberförsters Johann Baumer und dessen Frau Anna Magarethe Nothnagel hatte die Gymnasien in Itzehoe und Schweinfurt besucht. Von 1739 bis 1741 hatte er Studien der philosophischen Wissenschaften und der Theologie an der Universität Halle und der Universität Jena absolviert. In Jena hatte er den akademischen Grad eines Magisters der philosophischen Wissenschaften erhalten und als Privatdozent Vorlesungen an der philosophischen Fakultät gehalten. 1742 wurde er Pfarrer in Krautheim, welche Stelle er 1746 aus gesundheitlichen Gründen wieder aufgab, um sich medizinischen Studien an der Universität Halle zu widmen.
Nach seiner Promotion im Jahr 1748 zum Doktor der Medizin unternahm eine Gelehrtenreise, die ihn an brandenburgische und holländische Universitäten führte. Anschließend ließ sich als Arzt in Erfurt nieder. An der Universität Erfurt wurde er 1754 Professor der Physik, war 1757 Assessor der medizinischen Fakultät und wurde im selben Jahr ordentlicher Professor der Medizin sowie 1758 Rat. Er wechselte 1764 als Professor der Medizin an die Universität Gießen, wo er zugleich Bergrat und Landphysikus wurde. 1777 wurde er in Gießen ordentlicher Professor der Chemie und Mineralogie an der Ökonomischen Fakultät.
Der geistige Initiator der 1754 gegründeten Churfürstlich-Mayntzischen Gesellschaft oder Akademie nützlicher Wissenschaften, der heutigen Akademie gemeinnütziger Wissenschaften zu Erfurt, hatte als Polyhistor vielseitige Interessen entwickelt. Vor allem ist er als Mineraloge im Gedächtnis der Wissenschaften geblieben, da er versuchte eine Klassifikation der Mineralien nach ihren physikalisch-chemischen Eigenschaften anzustreben.

## Familie
Baumer war zweimal verheiratet gewesen. Seine erste Ehe ging er mit Johanne Christine Richter ein. Seine zweite Ehe schloss er 1779 mit Marie Juliane Hennemann. Von den Kindern ist bekannt:
- Johanne Margarethe Wilhelmine (* 1749) verh. mit Johann Wilhelm Christian Baumer (1752–1828)
- Johann Philipp Friedrich Wilhelm (1751–1762)
- Johann Christoph Wilhelm (* 24. Januar 1753)
- Johann Paul Wilhelm (1754–1757)
- Caroline Auguste Louise (* 2. November 1765; † 1774)
- Christian Heinrich Wilhelm (* 4. Januar 1768)
- Juliane Dorothea Wilhelmine (1780)

## Schriften
- Diss. (pro Loco inter docentes obtinendo) de justitia divina, Resp. Jo. Phil. Koch, Hanoviens. Jena 1741
- Diss. inaug. de haemoptöe. Halle 1748
- Diss. de transpiratione insensibili. Erfurt 1748
- Diss. pro Loco, de nexu rerum hypothetice necessario, libertatem moralem non auferente. Erfurt 1749
- Vollständige Lateinische Sprach-Kunst, nach wissenschaftlicher Lehr-Art abgehandelt. Franckfurt und Leipzig 1749
- Diss. de potulentis. Erfurt 1750
- Diss. de pollutione. Erfurt 1751
- Diss. de gonorrhoea. Erfurt 1751
- Diss. de arthridite. Erfurt 1752
- Fundamenta psychologico - logica. Erfurt 1752
- Progr. de ratione, qua sapientiae studia ingredimur. Erfurt 1753
- Diss. de febribus biliosis. Erfurt 1753
- Diss. de febribus epidemicis. Erfurt 1753
- Diss. de natura animali ( pro Loco.) Erfurt 1754
- Diss. de febribus intermittentibus. Erfurt 1754
- Progr. de morbis articulorum. Erfurt 1754
- Diss. de febribus inflammatoriis. Erfurt 1755
- Progr. de electricitatis effectibus in corpore animali. Erfurt 1755
- Diss. de febribus continentibus. Erfurt 1758
- Diss. de eo, quod haemorrhagiis proprium est et commune. Erfurt 1758
- Diss. philos. de mineralogia territorii Erfurtensis; Resp. Jac. Henr. Rittermann. Erfurt 1759
- Diss. de memoria ejusque labe et praesidiis. Erfurt 1760
- Diss. de Montibus Argillaceo-Calcareis Et Argillacaeo-Gypseis. In: Acta Academiae Electoralis Moguntinae Scientiarum Utilium Quae, Erfurt 1761
- Diss. de mali hysterici vera indole et rationali cutatione; Resp. Joh. Christi. Fridr. Gottschalck, Sondershusa. Erfurt 1763
- Naturgeschichte des Mineralreichs mit besonderer Anwendung auf Thüringen. verlegt von Johann Christian Dieterich, Gotha 1763, 1764, 2 Bde.
- Henr. Bassii Tr. de morbis vener. observatt auxit. Erfurt und Gotha 1763
- Diss. de laterum doloribus cum arthritide conspirantibus. Erfurt 1764
- Diss. de encephalo. Erfurt 1764
- Diss. de seri profluvii haemorhagiarum vices sustinentibus; Resp. ( pr. Gr.) Frid. Alex. Polex. Lindisch, Siegens. Gießen 1765
- Diss. de glandulis & vasis lymphaticis; Resp. Joh. Felix Sebast, Müller, Itter. Gießen 1765
- Diss. de effectu acidorum salutari et nocivo in corpore humano ; Resp. Juft. Ant. Grimmel, Gronav. Gießen 1769
- Diss. de re Cattorum metallica ; Resp. Ern. Juft. Theod. Höpfner, Giss. Hass. Gießen 1769
- Diss. de aquis Soteriis Carbensibus; Resp. Jac. Dav. Lud. Rubsamen, Gissens. Gießen 1769
- Diss. de funiculo umbilicali; Resp. Jo. Wilh. Wolff, Wormat. Gießen 1771
- Via valetudinem secundam tuendi et vitae terminum prorogandi compendiaria, in usum auditorum conscripta. Gießen 1771
- Historia naturalis lapidum pretiosorum omnium nec non terrarum et lapidum hactenus in usus medicos vocatorum. Frankfurt 1771
- Progr. de febre catarrhali epidemica maligna. Gießen 1773
- Diss. De hydrope Anasarca; Resp. Joh. Paul. Jodoc. Kück, Francon. Gießen 1774
- Diss. de veris tympanitae caussis ac rationail curatione; Resp. Ludov. Gottfr. Conr.Ebertz. Herborn. Gießen 1774
- Diss. de febre rubra. Gießen 1775
- Progr. de placentarum uterinarum in molas vesicarias mutatione. Gießen 1776
- Progr. cautelas chymico-medicas de sacchari usu proponens. Gießen 1776
- Progr. de haemorrhoidibus mucosis, earumque sympathia cum asthmate humoroso. Gießen 1776
- Progr. monita quaedam de variolis, earumque curatione et insitione proponens. Gießen 1776
- Progr. de aqua caicis naturali, vel foteria alcalina. Gießen 1776
- Progr. de iis, quae spasmis rigidis particularibus communia sunt. Gießen 1776. 4.
- Progr. de erroribus circa aquarum soteriarum usum vulgo admitti solitis. Gießen 1776
- Diss. de tetano. Gießen 1776
- Diss. de emprosthotono. Gießen 1776
- Diss. de vera catalepseos notione ac rationali curatione. Gießen 1776
- Progr. de ecstaseos et catalepseos differentia. Gießen 1776
- Fundamenta politiae medicae, cum annexo Catalogo commodae pharmacopoliorum visitationi inserviente. Frankfurt 1777.
- Fundamenta Politiae Medicae Cum Annexo Catalogo Commodae Pharmacopoliorum Visitationi Inserviente. Frankfurt 1777 (Digitalisat)
- Diss. de convulsionibus tonicis particularitus; Resp. N. Merle. Gießen 1778
- Medicina forensis, praeter partes consuetas, primas lineas jurisprudentiae medico - militaris et veterinario-civilis continens. Frankfurt und Leipzig 1778 (Online)
- Disp. de opisthotono. Gießen 1775
- Disp. de convulsionibus clonicis. Gießen 1778
- Fundamenta geographiae & hydrographiae subterraneae; c. fig. Gießen 1779 (Online)
- Historia naturalis regni mineralogici, ad naturae ductum tradita. Frankfurt am Main 1780 (Online)
- Diss. de febre catarrhali epidemica maligna. Gießen 1780
- Diss. de defluxionibus fanguineis. Gießen 1780
- Bibliotheca chemical. 1782 (Online)
- Fundamenta Chemiae theoretico-practicae. 1783 (Online)